# Política de Finlandia
La política de Finlandia se desarrolla en el marco de una democracia representativa parlamentaria. Finlandia es una república cuyo jefe de Estado es el Presidente Alexander Stubb, que dirige la política exterior de la nación y es el comandante supremo de las Fuerzas Armadas de Finlandia. El jefe de Gobierno de Finlandia es el primer ministro Petteri Orpo, que dirige el poder ejecutivo de la nación, denominado Gobierno finlandés. El poder legislativo corresponde al Parlamento de Finlandia (en finés: Suomen eduskunta, en sueco: Finlands riksdag), y el Gobierno tiene derechos limitados para modificar o ampliar la legislación. La Constitución de Finlandia confiere poderes tanto al Presidente como al Gobierno: el Presidente tiene poder de veto sobre las decisiones parlamentarias, aunque este poder puede ser anulado por mayoría en el Parlamento.
El poder judicial es independiente de los poderes ejecutivo y legislativo. El poder judicial consta de dos sistemas: los tribunales ordinarios y los tribunales administrativos. Los dos sistemas judiciales están dirigidos por el Tribunal Supremo y el Tribunal Supremo Administrativo, respectivamente. Los tribunales administrativos tramitan los casos en los que se impugnan decisiones oficiales. En Finlandia no existe un tribunal constitucional: sólo se puede impugnar la constitucionalidad de una ley aplicada a un caso judicial individual.
Los ciudadanos de Finlandia disfrutan de muchas libertades individuales y políticas, y el sufragio es universal a los 18 años; las mujeres finlandesas fueron las primeras del mundo en tener derechos ilimitados tanto para votar como para presentarse a cargos públicos.
La población del país es étnicamente homogénea, sin una población inmigrante considerable. Existen pocas tensiones entre la mayoría de habla finlandesa y la minoría de habla sueca, aunque en ciertos círculos existe un debate interminable sobre el estatus de la lengua sueca.
Los convenios laborales de Finlandia se basan en la negociación colectiva. La negociación está muy centralizada, y a menudo participa el gobierno para coordinar la política fiscal. Finlandia tiene una validez universal de los contratos colectivos de trabajo y a menudo, aunque no siempre, los sindicatos, los empresarios y el Gobierno llegan a un acuerdo sobre la política nacional de ingresos. Los sindicatos finlandeses más importantes son SAK (Suomen Ammattiliittojen Keskusjärjestö), STTK (Toimihenkilökeskusjärjestö), AKAVA (Korkeakoulutettujen työmarkkinakeskusjärjestö Akava) y EK (Elinkeinoelämän Keskusliitto).
La Unidad de Inteligencia de The Economist calificó a Finlandia como una «democracia plena» en 2022. Según los índices de democracia V-Dem, Finlandia era en 2023 el 13.º país democrático más electoral del mundo.

## Historia

### Autonomía bajo dominio ruso

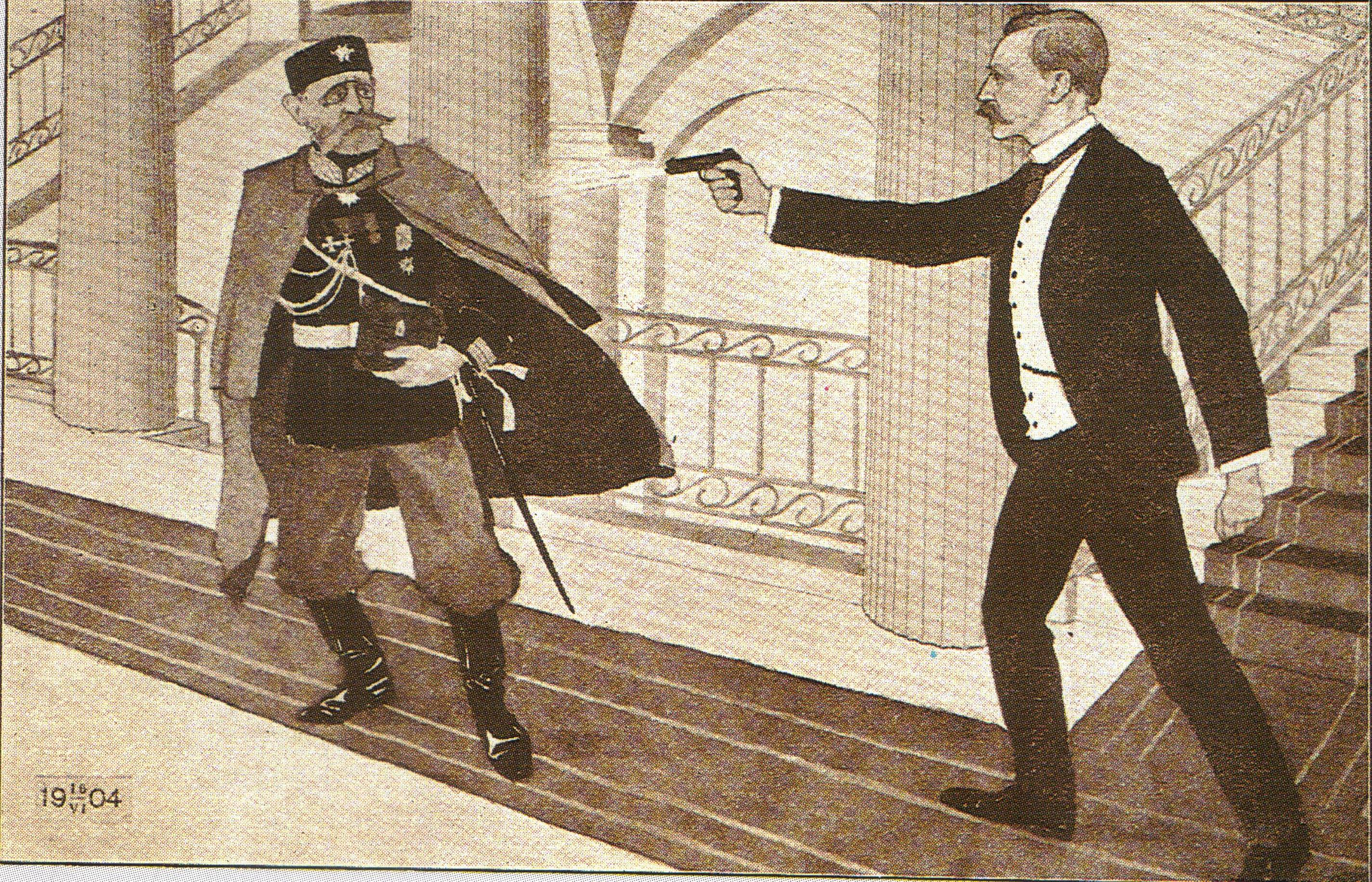
El asesinato del Gobernador General Nikolay Bobrikov por Eugen Schauman fue la culminación del activismo del ala militante de los Fennomans.

La identidad política finlandesa y una política característicamente finlandesa se desarrollaron bajo el dominio ruso, entre 1809 y 1917. Durante esta época, Finlandia gozaba de una posición autónoma dentro del Imperio ruso, con poderes legislativos propios. Sin embargo, todos los proyectos de ley debían ser promulgados por el emperador ruso, que era el gran duque de Finlandia. Además, el poder militar estaba firmemente en manos rusas. Anteriormente, Finlandia había formado parte de Suecia y no contaba con instituciones políticas propias, sino que las personas de etnia finlandesa participaban en la política sueca.

### Independencia y guerra civil
El Senado finlandés emitió una declaración de independencia el 6 de diciembre de 1917, tras la segunda revolución rusa de octubre de 1917. El Consejo de Comisarios del Pueblo de la República Socialista Federativa Soviética de Rusia, presidido por Lenin, reconoció la independencia de Finlandia el 31 de diciembre de 1917, y poco después le siguieron muchos otros estados.
El 28 de enero de 1918 estalló una guerra civil que acabó con la victoria de los blancos, apoyados por los alemanes, contra los rojos, apoyados por los bolcheviques. Ese mismo año, los voluntarios realizaron algunas expediciones armadas a la Rusia soviética, incluida Carelia, y también a Estonia. La Guerra Civil Finlandesa formó parte de la Primera Guerra Mundial. La guerra se libró entre el Senado finlandés, es decir, las fuerzas dirigidas por el gobierno, y la Delegación del Pueblo Finlandés, del 27 de enero al 16 de mayo de 1918. Las fuerzas del Senado se llamaban Blancos y las de la Delegación Popular se llamaban Rojos.

### Segunda Guerra Mundial
Durante la Segunda Guerra Mundial, Finlandia luchó en tres guerras: la Guerra de Invierno, la Guerra de Continuación y la Guerra de Laponia.
Según el acuerdo de alto el fuego, además de las pérdidas territoriales tras la Guerra de Invierno, Finlandia tuvo que entregar Petsamo y arrendar Porkkala como base durante 50 años. Las reparaciones de guerra se fijaron en 300 millones de dólares. Los términos del acuerdo de alto el fuego se confirmaron finalmente en el Tratado de Paz de París de 1947.

### Gobierno de Urho Kekkonen
Después de las guerras, Finlandia se convirtió en un estado de bienestar nórdico.
A principios de 1973, Urho Kekkonen fue elegido excepcionalmente presidente sin elecciones ni candidatos, lo que hoy es también considerado como el nadir de la democracia finlandesa y marcó el comienzo de la era final de Kekkonen.

### Integración al Occidente

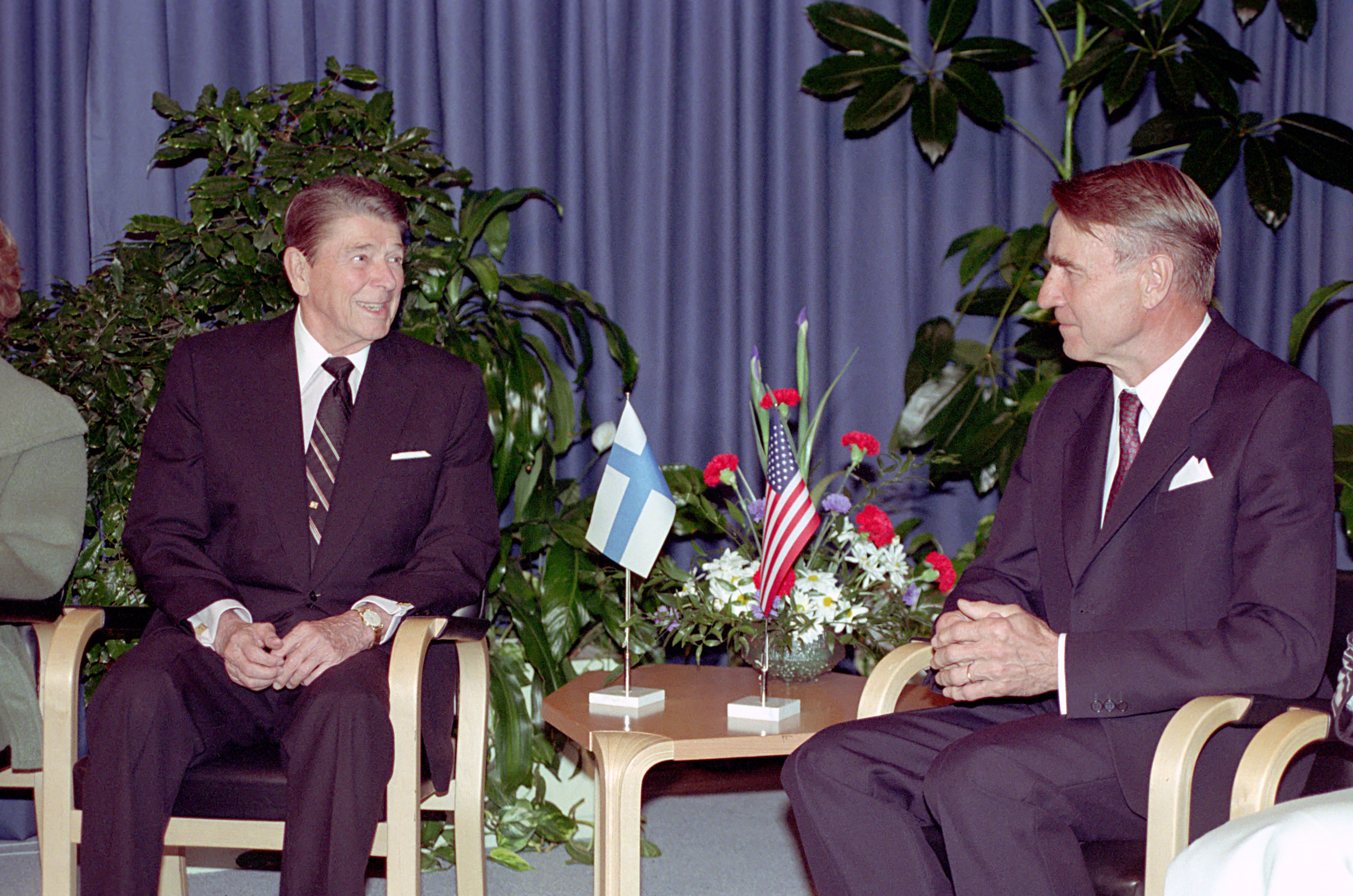
Ronald Reagan con Mauno Koivisto en mayo de 1988.

En 1982, Mauno Koivisto fue elegido presidente para suceder al Kekkonen, con la promesa de reducir los poderes del presidente y aumentar los del primer ministro.
La convergencia de Finlandia y la Comunidad Europea comenzó en otoño de 1989 con la decisión de adherirse al Espacio Económico Europeo (EEE).
Tras el voto favorable del Parlamento, el 18 de marzo de 1992 se presentó la solicitud de adhesión de Finlandia a la CE, y el 1 de febrero de 1993 se iniciaron las negociaciones de adhesión, al mismo tiempo que con Suecia y Austria.
Finlandia ingresó en la Unión Europea en 1995. En 2002, el euro sustituyó al marco finlandés como moneda oficial.
Tras casi 30 años de estrecha asociación con la OTAN, Finlandia ingresó en la Alianza el 4 de abril de 2023. La asociación de Finlandia con la OTAN se basaba históricamente en su política de no alineamiento militar, que cambió tras la invasión a gran escala de Ucrania por parte de Rusia en febrero de 2022. El 1 de marzo de 2024, Alexander Stubb, firme partidario de la OTAN, juró su cargo como nuevo presidente de Finlandia.

## Constitución
La versión actual de la Constitución de Finlandia fue redactada el 1 de marzo de 2000. La primera versión de la Constitución se aprobó el 17 de julio de 1919. La original constaba de cuatro leyes constitucionales y varias enmiendas, a las que sustituyó la última.
Según la Constitución, los poderes legislativos son ejercidos por el Parlamento, los poderes gubernamentales son ejercidos por el Presidente de la República y el Gobierno, y los poderes judiciales son ejercidos por tribunales de justicia independientes del Gobierno. El Tribunal Supremo puede solicitar legislación que interprete o modifique leyes existentes. Los jueces son nombrados por el Presidente.
La Constitución de Finlandia y su lugar en el sistema judicial son inusuales en el sentido de que no existe un tribunal constitucional y el Tribunal Supremo no tiene el derecho explícito de declarar inconstitucional una ley. En principio, la constitucionalidad de las leyes en Finlandia se verifica por simple votación del Parlamento (véase: soberanía parlamentaria). Sin embargo, la Comisión de Derecho Constitucional del Parlamento revisa los proyectos de ley dudosos y recomienda cambios, si es necesario. En la práctica, la Comisión de Derecho Constitucional cumple las funciones de un tribunal constitucional. Una peculiaridad finlandesa es la posibilidad de hacer excepciones a la Constitución en leyes ordinarias que se promulgan siguiendo el mismo procedimiento que las enmiendas constitucionales. Un ejemplo de este tipo de leyes es la Ley sobre el Estado de Preparación, que otorga al Gobierno ciertos poderes excepcionales en casos de emergencia nacional. Como estos poderes, que corresponden a las órdenes ejecutivas de Estados Unidos, afectan a derechos básicos constitucionales, la ley se promulgó del mismo modo que una enmienda constitucional. Sin embargo, puede ser derogada del mismo modo que una ley ordinaria. Además de la previsión del Comité de Derecho Constitucional, todos los tribunales finlandeses están obligados a dar precedencia a la Constitución cuando exista un conflicto evidente entre ésta y una ley ordinaria. Sin embargo, estos casos son muy raros.
Algunos asuntos son decididos por el presidente de Finlandia, el Jefe del Estado, en reuniones plenarias con el Gobierno, haciéndose eco de la historia constitucional de un consejo privado. Por lo demás, el Presidente no está presente en el Gobierno, pero decide sobre cuestiones como los nombramientos personales y los indultos siguiendo el consejo del ministro competente. En los ministerios, los asuntos de importancia secundaria son decididos por ministros individuales, asesorados por el Secretario de Estado del ministro. El primer ministro y los demás ministros del Gobierno son responsables de sus actos ante el Parlamento.

## Poder ejecutivo
Finlandia tiene un sistema parlamentario, aunque el Presidente de Finlandia es formalmente responsable de la política exterior. La mayor parte del poder ejecutivo reside en el gabinete (el Gobierno finlandés) encabezado por el primer ministro. La responsabilidad de formar el gabinete a partir de varios partidos políticos y negociar su plataforma recae en el líder del partido que obtiene mayor apoyo en las elecciones al Parlamento. Esta persona también se convierte en primer ministro del gabinete. Sin embargo, todos los ministros y el gabinete en su conjunto deben contar con la confianza permanente del parlamento y pueden ser expulsados, dimitir o ser sustituidos. El Gobierno está formado por el primer ministro y los ministros de los distintos departamentos de la administración central, así como por un miembro nato, el Canciller de Justicia.
En el uso oficial, el «gabinete» (valtioneuvosto) son los ministros, incluidos el primer ministro y el Canciller de Justicia, mientras que el «gobierno» (hallitus) es el gabinete presidido por el presidente. En el uso popular, hallitus (con el presidente) también puede referirse a valtioneuvosto (sin el presidente).

### Presidente
Aunque Finlandia tiene un sistema principalmente parlamentario, el Presidente tiene algunos poderes importantes. La política exterior la dirige el Presidente en cooperación con el Gobierno, y lo mismo ocurre con los asuntos relativos a la seguridad nacional. El principal poder ejecutivo reside en el gabinete, dirigido por el primer ministro. Antes de la reforma constitucional de 2000, el Presidente gozaba de mayor poder de gobierno.
Elegido para un mandato de seis años, el Presidente posee las siguientes facultades:
- Gestionar los asuntos exteriores de Finlandia en cooperación con el gabinete, salvo determinados acuerdos internacionales y decisiones de paz o guerra, que deben someterse al Parlamento.
- Es el Comandante en Jefe de las Fuerzas Armadas.
- Tiene algunos poderes de decreto y nombramiento.
- Aprueba las leyes y puede convocar sesiones parlamentarias extraordinarias.
- Nombra formalmente al primer ministro de Finlandia elegido por el Parlamento, y nombra formalmente al resto del gabinete (Gobierno) a propuesta del primer ministro.

### Gobierno
El Gobierno está compuesto por el primer ministro y otros ministros de los distintos ministerios del Gobierno central, así como por un miembro nato, el Canciller de Justicia. Los ministros no están obligados a ser miembros del Parlamento y no necesitan estar formalmente identificados con ningún partido político.
El Gobierno elabora la mayor parte del material que trata el Parlamento, como las propuestas de nuevas leyes o reformas legislativas, y el presupuesto anual. Los ministros dirigen cada uno su ministerio con relativa independencia. El gabinete actual tiene 19 ministros en 12 ministerios. El número de ministros puede ser decidido por el Gobierno.
El Gabinete del primer ministro y otros once ministerios forman el Gobierno de Finlandia.
El jefe del Gobierno es el primer ministro, actualmente Petteri Orpo. El primer ministro designado está sujeto a elección por el Parlamento y posterior nombramiento por el Presidente de Finlandia. Todos los ministros deben ser ciudadanos finlandeses, conocidos por su honradez y competencia.

#### Ministerios
Los ministerios actúan como expertos administrativos y políticos y preparan las decisiones del Gobierno en el marco de sus mandatos. También representan a sus correspondientes sectores administrativos en la cooperación nacional e internacional.
Las nuevas leyes se elaboran en los ministerios. Existe una tradición de independencia ministerial sustancial en la elaboración de leyes. Los proyectos son revisados por el Gobierno y el Parlamento antes de su promulgación. El poder legislativo final corresponde al Parlamento, junto con el Presidente de la República, según la Constitución finlandesa.
En Finlandia hay 12 ministerios. Como el Gobierno suele tener más ministros que ministerios, algunos ministerios, como el de Finanzas, están asociados a varios ministros.
- Gabinete del primer ministro
- Ministerio de Asuntos Exteriores
- Ministerio de Justicia
- Ministerio del Interior
- Ministerio de Defensa
- Ministerio de Hacienda
- Ministerio de Educación y Cultura
- Ministerio de Agricultura y Silvicultura
- Ministerio de Transportes y Comunicaciones
- Ministerio de Economía y del Trabajo
- Ministerio de Asuntos Sociales y Salud
- Ministerio de Medio Ambiente

## Parlamento

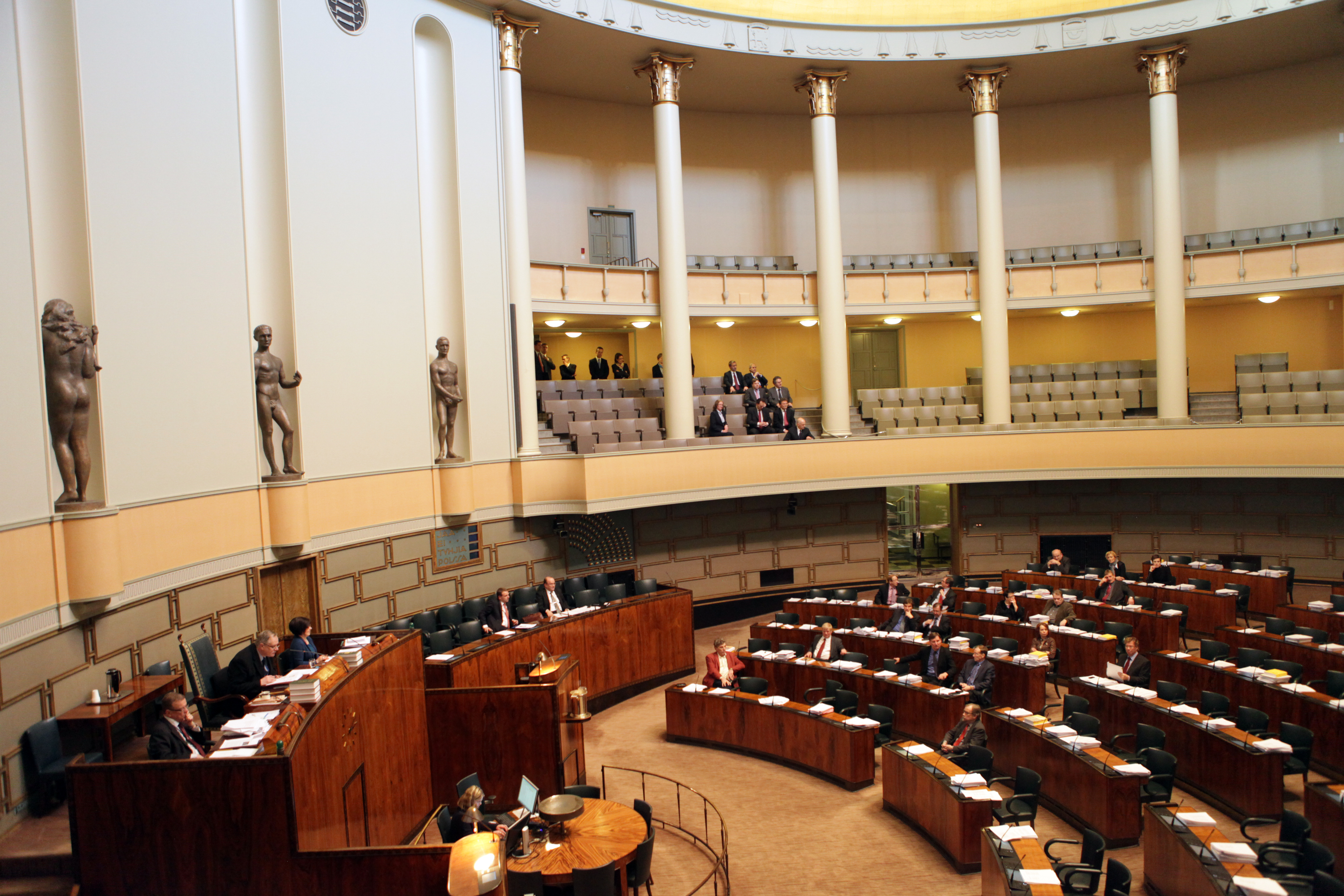
Sala de sesiones del Parlamento.

El Parlamento unicameral de Finlandia (Eduskunta (finés), Riksdag (sueco)), compuesto por 200 miembros, es la máxima autoridad legislativa de Finlandia. El Parlamento puede modificar la Constitución de Finlandia, provocar la dimisión del Gobierno y anular los vetos presidenciales. Sus actos no están sujetos a control judicial. La legislación puede ser iniciada por el Gobierno o por uno de los miembros del Parlamento, que son elegidos por un mandato de cuatro años sobre la base de la representación proporcional a través de distritos plurinominales de lista abierta. Pueden ser elegidos los mayores de 18 años, excepto los militares en servicio activo y algunos altos funcionarios judiciales. La legislatura ordinaria es de cuatro años; sin embargo, el presidente puede disolver el eduskunta y ordenar nuevas elecciones a petición del primer ministro y previa consulta al presidente del parlamento.
Desde la introducción del sufragio igualitario y común en 1906, el Parlamento ha estado dominado por los conservadores laicos, el Partido del Centro (antiguo Sindicato Agrario) y los socialdemócratas. Sin embargo, ninguno de ellos ha mantenido una mayoría unipartidista, con la notable excepción de las elecciones de 1916, en las que los socialdemócratas obtuvieron 103 de los 200 escaños. Después de 1944, los comunistas fueron un factor a tener en cuenta durante unas décadas, y la Liga Democrática Popular Finlandesa, formada por comunistas y otros partidos a la izquierda de los socialdemócratas, fue el partido más grande tras las elecciones de 1958. El apoyo a los comunistas disminuyó bruscamente a principios de los 80, mientras que más tarde, en la misma década, los ecologistas formaron la Liga Verde, que ahora es uno de los partidos más grandes. El Partido Popular Sueco representa a los finlandeses-suecos, sobre todo en política lingüística. Las fuerzas relativas de los partidos sólo varían ligeramente en las elecciones debido a la elección proporcional a partir de distritos plurinominales, pero hay algunas tendencias visibles a largo plazo.
No existe un tribunal constitucional; los asuntos relativos a los derechos constitucionales o al derecho constitucional son tramitados por el Comité Constitucional del Parlamento (perustuslakivaliokunta). Además, la Comisión Constitucional es la única facultada para remitir un caso al Tribunal Superior de Impugnación (valtakunnanoikeus) y autorizar investigaciones policiales a tal efecto.
Además del Parlamento, el Gabinete y el Presidente pueden elaborar reglamentos (asetus) mediante un proceso de elaboración de normas. En ellos se dan instrucciones más específicas sobre cómo aplicar las leyes, que a menudo delegan explícitamente en el gobierno la regulación de detalles concretos. Los reglamentos deben basarse en la legislación vigente, y pueden aclarar y especificar, pero no contradecir la ley. Además, los derechos de un individuo deben basarse siempre en un estatuto, no en un reglamento. A menudo, el estatuto y el reglamento vienen en parejas con nombres similares. Por ejemplo, la ley de educación primaria enumera las asignaturas que deben enseñarse, y el reglamento especifica el número de horas lectivas requeridas. La mayoría de los reglamentos los dicta el Consejo de Ministros, pero el Presidente puede dictar reglamentos relativos a la seguridad nacional. Antes de 2000, el Presidente tenía derecho a promulgar reglamentos sobre asuntos no regulados por la ley parlamentaria, pero esta facultad fue suprimida, y los reglamentos existentes fueron convertidos en estatutos ordinarios por el Parlamento.

## Partidos políticos y elecciones

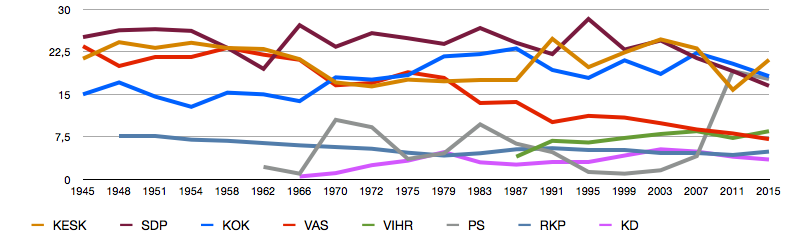
Proporción de votos (%) de los principales partidos en las elecciones parlamentarias finlandesas entre 1945-2015. Clave: Partido del Centro (KESK), Partido Socialdemócrata de Finlandia (SDP), Partido de la Coalición Nacional (KOK), Alianza de la Izquierda (VAS), Liga Verde (VIHR), Partido Finlandés (PS), Partido Popular Sueco de Finlandia (RKP), Demócrata-Cristianos (KD).

El sistema de representación proporcional de Finlandia fomenta la existencia de multitud de partidos políticos y, desde 1980 aproximadamente, la tendencia ha sido que la misma coalición gobierne durante todo el periodo entre elecciones.
Finlandia elige a nivel nacional un jefe de Estado, el Presidente, y un poder legislativo. El Presidente es elegido por el pueblo para un mandato de seis años. El Parlamento tiene 200 miembros, elegidos para un mandato de cuatro años por representación proporcional en circunscripciones plurinominales. Finlandia tiene un sistema multipartidista, con múltiples partidos fuertes, en el que ningún partido tiene a menudo la posibilidad de alcanzar el poder por sí solo, y los partidos deben colaborar entre sí para formar gobiernos de coalición.
Además de las elecciones presidenciales y parlamentarias, hay elecciones al Parlamento Europeo cada cinco años, y elecciones municipales locales (celebradas simultáneamente en cada municipio) cada cuatro años.

## Poder judicial
Finlandia tiene un sistema de derecho civil, basado en el derecho sueco, en el que el poder judicial ejerce poderes limitados. Los procedimientos son inquisitoriales, donde los jueces presiden, llevan a cabo la comprobación de los hechos, la adjudicación y la imposición de sanciones tales como sentencias; no se utilizan jurados. En los procedimientos penales y de familia, por ejemplo, en los tribunales locales, el panel de jueces puede incluir tanto jueces legos como jueces profesionales, mientras que todos los tribunales de apelación y los tribunales administrativos están compuestos únicamente por jueces profesionales. Los precedentes no son vinculantes, a excepción de las decisiones del Tribunal Supremo y del Tribunal Supremo Administrativo.
El sistema judicial de Finlandia se divide entre tribunales con jurisdicción civil y penal ordinaria y tribunales administrativos con responsabilidad sobre los litigios entre los particulares y los órganos administrativos del Estado y las comunidades. El derecho finlandés está codificado y su sistema judicial consta de tribunales locales, tribunales regionales de apelación y el Tribunal Supremo. La rama administrativa de la justicia se compone de tribunales administrativos y el Tribunal Supremo Administrativo. El proceso administrativo goza de mayor popularidad por ser más barato y tener menor riesgo financiero para la persona que reclama. Además de los tribunales ordinarios, existen algunos tribunales especiales en determinadas ramas de la administración. También existe un Tribunal Superior de Impugnación para las acusaciones penales (por delito en el ejercicio del cargo) contra el Presidente de la República, los magistrados de los tribunales supremos, los miembros del Gobierno, el Canciller de Justicia y el Defensor del Pueblo del Parlamento.
Aunque no existe recurso de habeas corpus ni fianza, el periodo máximo de detención preventiva se ha reducido a cuatro días. Para una nueva detención, un tribunal debe ordenar el encarcelamiento. No se tiene derecho a una sola llamada telefónica: el agente de policía que dirige la investigación puede informar a familiares o similares si la investigación lo permite. Sin embargo, se puede invitar a un abogado. Las órdenes de registro no son estrictamente necesarias, y normalmente las expide un agente de policía. Las escuchas telefónicas sí necesitan una orden judicial.
Finlandia tiene un sistema de Derecho civil (Derecho romano) con un procedimiento inquisitorial. De acuerdo con la separación de poderes, el principio trias politica, los tribunales de justicia son independientes de otras administraciones. Basan sus decisiones únicamente en la legislación vigente. Los asuntos penales, civiles y de petición se tramitan en 27 tribunales de distrito, y después, si la decisión no satisface a las partes implicadas, pueden recurrirse ante seis Tribunales de Apelación. El Tribunal Supremo de Finlandia actúa como tribunal de última instancia. Los recursos contra las decisiones de las autoridades se examinan en seis tribunales administrativos regionales, siendo el Tribunal Supremo Administrativo de Finlandia el tribunal de última instancia. El Presidente nombra a todos los jueces profesionales con carácter vitalicio. Los consejos municipales nombran a los jueces legos de los tribunales de distrito.

## Divisiones administrativas

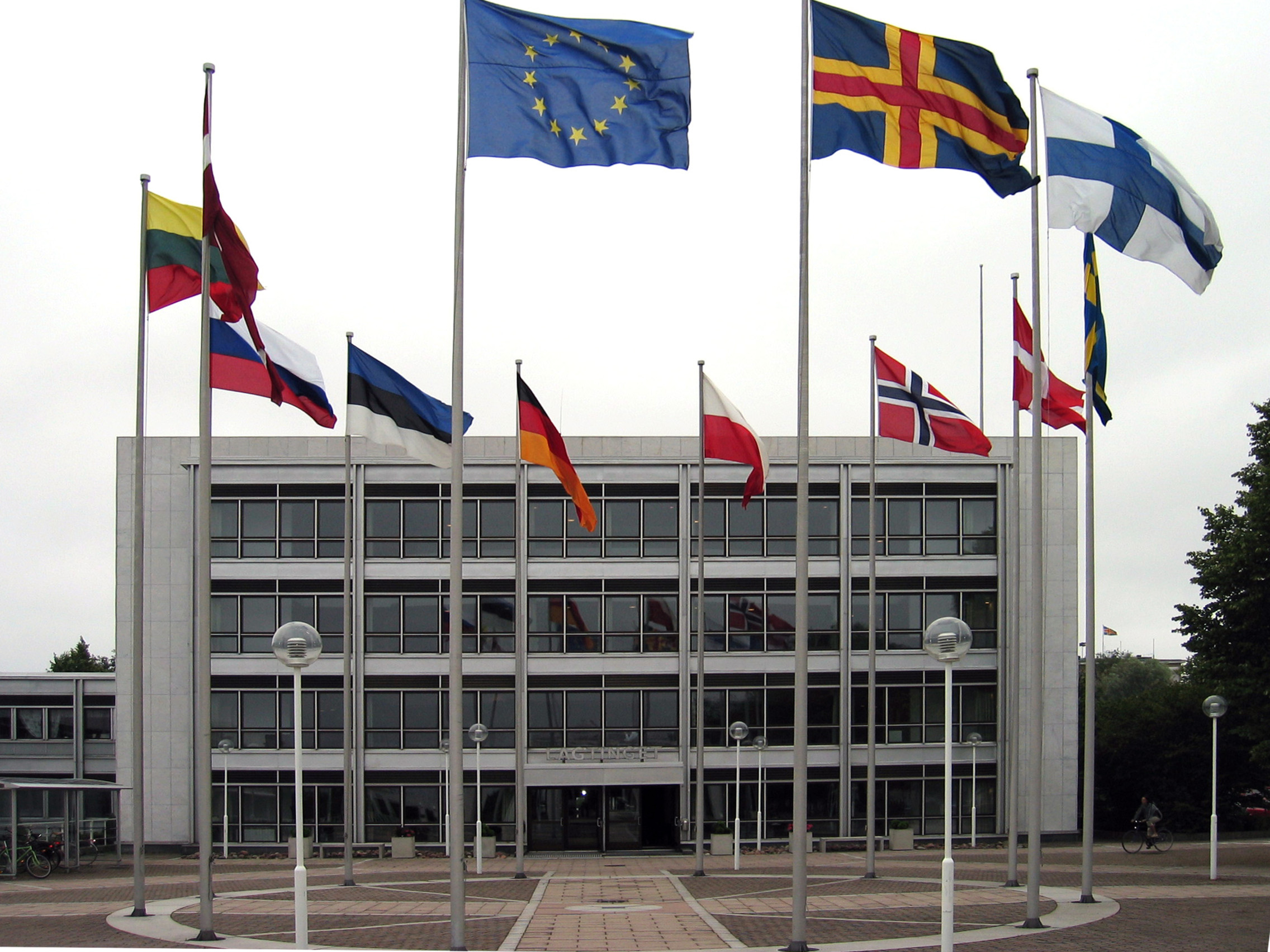
Ålands lagting, el parlamento de la región de Åland, en Mariehamn.

Finlandia está dividida en 313 municipios democráticamente independientes, que se agrupan en 70 subregiones.
Como división de mayor nivel, Finlandia se divide en 19 condados.
En Finlandia, un municipio puede denominarse «ciudad» o «municipio». Un municipio está gobernado por un consejo municipal (o un consejo de ciudad) elegido por representación proporcional una vez cada cuatro años. La toma de decisiones democrática tiene lugar a nivel municipal o nacional, con pocas excepciones.
Hasta 2009, la organización del Estado se dividía en seis provincias. Sin embargo, las provincias se suprimieron por completo en 2010. En la actualidad, la presencia local del Estado en Finlandia continental corre a cargo de 6 agencias administrativas regionales (aluehallintovirasto, avi) y 15 Centros de Desarrollo Económico, Transporte y Medio Ambiente (elinkeino-, liikenne- ja ympäristökeskus, ely-keskus). Los organismos administrativos regionales del Estado tienen sobre todo funciones policiales, de salvamento y judiciales: policía, bomberos y salvamento, preparación para emergencias, servicios básicos, permisos y aplicación de la legislación medioambiental y protección de la salud y la seguridad en el trabajo. Los Centros aplican la política laboral e industrial, prestan servicios de empleo e inmigración y promueven la cultura; mantienen las carreteras, otras redes de transporte e infraestructuras; y protegen, controlan y gestionan el medio ambiente, el uso del suelo y los recursos hídricos.
Åland está situada cerca del paralelo 60 entre Suecia y Finlandia. Goza de autonomía local en virtud de un convenio internacional de 1921, aplicado más recientemente por la Ley de Autonomía de Åland de 1951. Las islas se distinguen además por ser totalmente suecohablantes. El gobierno corresponde al consejo provincial, compuesto por 30 delegados elegidos directamente por los ciudadanos de Åland.

### Administración regional y local
Finlandia está dividida en seis Agencias Administrativas Estatales Regionales, que son responsables de los servicios públicos básicos y de los permisos legales, como los servicios de rescate y los permisos medioambientales. Los 15 Centros de Desarrollo Económico, Transporte y Medio Ambiente (Centros ELY) son responsables de las tareas de ejecución y desarrollo regional del Gobierno central.
Las unidades básicas para organizar el gobierno y los servicios públicos en Finlandia son los municipios. En 2017 había 311 municipios, que abarcan todo el país.

### Administración pública indirecta
La administración pública indirecta complementa y apoya a las autoridades en la gestión de las tareas de la sociedad del bienestar. Comprende organizaciones que no son autoridades, pero que llevan a cabo tareas públicas o ejecutan competencias públicas. Ejemplos de ello son la expedición de licencias de caza o la inspección de vehículos a motor.

### Comarcas de servicios de bienestar
Los condados de servicios de bienestar se encargan de organizar los servicios de salud, servicios sociales y de emergencia. Hay 21 condados de servicios de bienestar, y la estructura de los condados se basa principalmente en la estructura de las regiones. Los distritos de servicios de bienestar son autónomos. No tienen derecho a recaudar impuestos. Su financiación se basa en la financiación del gobierno central. El gobierno central asigna diferentes cantidades de financiación a los diferentes condados de servicios de bienestar en función de la estructura de su población.
El Consejo Comarcal es el máximo órgano de decisión del condado y es responsable del funcionamiento, la administración y las finanzas. Los delegados y comisarios adjuntos del Consejo Comarcal son elegidos en elecciones comarcales para un mandato de cuatro años. El número de delegados varía de 59 a 89. Depende de la población del condado. Depende de la población del condado.

## Relaciones exteriores

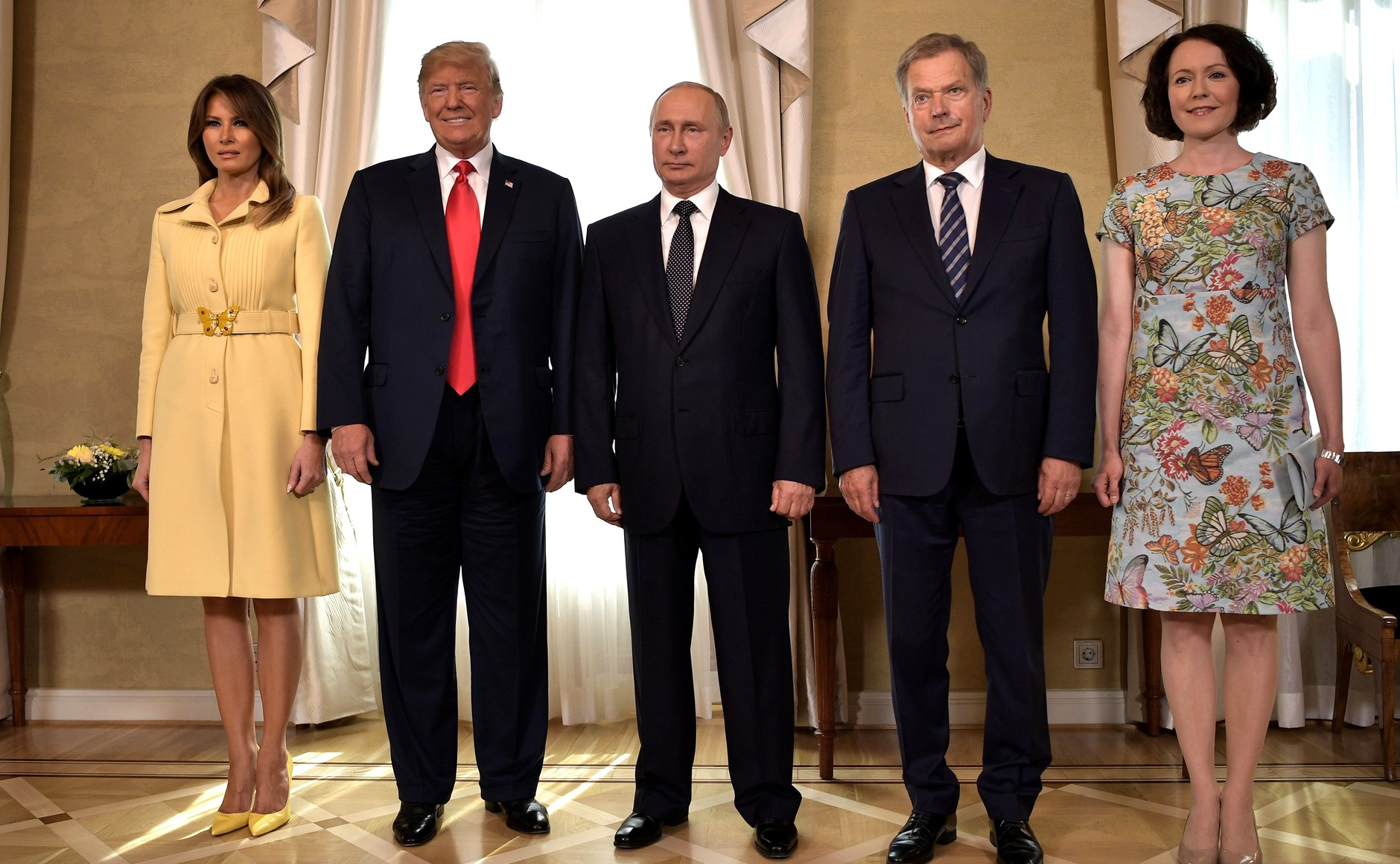
De izquierda a derecha La primera dama Melania Trump con el presidente Donald Trump, el presidente Vladímir Putin y el presidente Sauli Niinistö con su esposa Jenni Haukio durante la cumbre Rusia-Estados Unidos de 2018 en Helsinki.

Después de la Segunda Guerra Mundial, la doctrina Paasikivi-Kekkonen fue la doctrina de política exterior que tenía como objetivo la supervivencia de Finlandia como país soberano, democrático y capitalista independiente en la proximidad inmediata de la Unión Soviética. Tras la disolución de la Unión Soviética en 1991, Finlandia se liberó de las últimas restricciones que le imponían los tratados de paz de París de 1947. El Acuerdo Finlandés-Soviético de Amistad, Cooperación y Asistencia Mutua (y las restricciones que incluía) fue anulado, pero Finlandia reconoció a la Federación Rusa como sucesora de la URSS y se apresuró a redactar tratados bilaterales de buena voluntad, así como a reasignar las deudas soviéticas.
Finlandia profundizó su participación en la integración europea al ingresar en la Unión Europea con Suecia y Austria en 1995. Tal vez podría decirse que la política de neutralidad del país se ha moderado hasta el «no alineamiento militar», haciendo hincapié en el mantenimiento de una defensa independiente competente. La misión de paz bajo los auspicios de las Naciones Unidas es la única responsabilidad militar extranacional real que asume Finlandia.
Finlandia depende en gran medida del comercio exterior y participa activamente en la cooperación internacional. Finlandia es miembro de la Unión Europea, las Naciones Unidas y el Grupo del Banco Mundial y en muchas de sus organizaciones miembros.
Las relaciones entre Finlandia y Rusia se han visto presionadas por la anexión de Crimea por parte de la Federación Rusa, que Finlandia considera ilegal. Junto con el resto de la Unión Europea, Finlandia aplicó las sanciones contra Rusia que siguieron. Aun así, las relaciones económicas no se han deteriorado del todo: El 11,2% de las importaciones a Finlandia proceden de Rusia, y el 5,7% de las exportaciones de Finlandia se dirigen a Rusia, y la cooperación entre las autoridades finlandesas y rusas continúa.
Tras casi 30 años de estrecha asociación con la OTAN, Finlandia ingresó en la Alianza el 4 de abril de 2023. La asociación de Finlandia con la OTAN se basó históricamente en su política de no alineamiento militar, que cambió tras la invasión a gran escala de Ucrania por parte de Rusia en febrero de 2022. El 1 de marzo de 2024, Alexander Stubb, un firme partidario de la OTAN, juró su cargo como nuevo presidente de Finlandia.
En mayo de 2023, las exportaciones finlandesas a Rusia habían caído un 78%.